# Cratere Clairaut
Clairaut è un cratere lunare di 76,89 km situato nella parte sud-orientale della faccia visibile della Luna, tra i crateri Maurolycus a nord, Barocius a nord-ovest e Cuvier a sud-ovest.
Questo cratere è stato eroso e danneggiato da impatti successivi, in particolare nella zona meridionale. Il cratere satellite Clairaut A giace sul bordo sudorientale, mentre, nel pianoro interno, il piccolo Clairaut C si trova nella zona sud-est, e la coppia Clairaut D in quella settentrionale. Clairaut E è adiacente al margine esterno, verso nord-ovest.
Le pendici interne sono state erose da impatti successivi, fino a digradare dolcemente verso il pianoro interno, che è relativamente pianeggiante, almeno nelle zone prive di crateri. Vi è un ingrossamento minore del bordo verso ovest-nord-ovest.
Il cratere è dedicato al matematico e astronomo francese Alexis Clairault.

## Crateri correlati
Alcuni crateri minori situati in prossimità di Clairaut sono convenzionalmente identificati, sulle mappe lunari, attraverso una lettera associata al nome.
| Clairaut | Coordinate            | Diametro (in km) |
| -------- | --------------------- | ---------------- |
| A        | 49°03′S 14°45′E       | 34,19            |
| B        | 48°21′36″S 12°38′24″E | 41,45            |
| C        | 48°10′12″S 13°23′24″E | 16,18            |
| D        | 47°25′48″S 14°11′24″E | 12,66            |
| E        | 46°28′48″S 12°30′00″E | 29,14            |
| F        | 45°46′48″S 14°21′00″E | 31,18            |
| G        | 47°15′36″S 11°38′24″E | 6,24             |
| H        | 49°07′12″S 12°06′36″E | 9,21             |
| J        | 45°48′36″S 12°45′36″E | 13,02            |
| K        | 49°46′48″S 13°54′36″E | 12,42            |
| M        | 46°15′36″S 13°45′36″E | 5,83             |
| P        | 49°05′24″S 11°42′36″E | 8,26             |
| R        | 47°59′24″S 15°50′24″E | 13,55            |
| S        | 47°30′36″S 16°19′12″E | 22,04            |